# Agrodiaetus violetapunctata
Agrodiaetus violetapunctata är en fjärilsart som beskrevs av Gómez Bustillo, Expósito Hermosa y Martínez Borrego 1979. Agrodiaetus violetapunctata ingår i släktet Agrodiaetus och familjen juvelvingar. Inga underarter finns listade i Catalogue of Life.